# Прогресивизъм
Прогресивизъм или прогресизъм (на латински: progressio) е политическа доктрина или идеология, насочена към пропагандиране и осъществяване на социални и политически реформи от горе надолу, т.е. от правителството, и нерядко се противопоставя на консерватизма и традиционализма.
В САЩ привържениците на прогресивизма като правило заемат лявото крило в политическия спектър. Към тях се причисляват редица изтъкнати американски президенти: Теодор Рузвелт, Уудроу Уилсън, Франклин Рузвелт, Линдън Джонсън. В другите страни името „прогресивна“ могат да носят и не-леви партии, например в Ирландия партията на прогресивните демократи е центристкo-дясна, а Прогресивно-консервативната партия на Канада е по-скоро консервативна.